# Torneo femenino de voleibol en los Juegos Panamericanos de 2015
El voleibol femenino en los Juegos Panamericanos de Toronto 2015 se disputó entre el 16 de julio y el 26 de julio de 2015.

## Equipos participantes
- Sudamérica (CSV):  Brasil /  Argentina /  Perú
- Norteamérica, Centroamérica y el Caribe (NORCECA):  Estados Unidos /  Cuba /  República Dominicana /  Puerto Rico /  Canadá1

1Clasificado directamente como el país anfitrión.
| Grupo A              | Grupo B        |
| -------------------- | -------------- |
| Argentina            | Brasil         |
| Canadá               | Puerto Rico    |
| Cuba                 | Perú           |
| República Dominicana | Estados Unidos |

## Formato de competición
El torneo se juega desarrolla dividido en dos fases: fase preliminar y fase final.
En la fase preliminar los 8 equipos participantes se dividen en dos grupos de 4 equipos cada uno, en cada grupo se juega con un sistema de todos contra todos y los equipos son ordenados de acuerdo a los siguientes criterios:
- Mayor número de partidos ganados
- Mayor número de puntos obtenidos, los cuales son otorgados de la siguiente manera:
  - Partido con resultado final 3-0: 5 puntos al ganador y 0 puntos al perdedor.
  - Partido con resultado final 3-1: 4 puntos al ganador y 1 puntos al perdedor.
  - Partido con resultado final 3-2: 3 puntos al ganador y 2 puntos al perdedor.

Si dos o más equipos terminan igualados en puntos se aplican los siguientes criterios de desempate:
- Proporción entre los puntos ganados y los puntos perdidos (Puntos ratio).
- Proporción entre los sets ganados y los sets perdidos (Sets ratio).
- Si el empate persiste entre dos equipos se le da prioridad al equipo que haya ganado el último partido entre los equipos implicados.
- Si el empate persiste entre tres equipos o más se realiza una nueva clasificación solo tomando en cuenta los partidos entre los equipos involucrados.

## Resultados

### Ronda preliminar
– Clasificados a las semifinales.      – Clasificados a los cuartos de final.      – Pasan a disputar el partido por el 7.º y 8.º lugar.

#### Grupo A
|     |                      |     | Partidos | Partidos | Partidos | Sets | Sets | Sets  | Puntos | Puntos | Puntos |
| Pos | Equipo               | Pts | PJ       | PG       | PP       | SG   | SP   | Ratio | PG     | PP     | Ratio  |
| --- | -------------------- | --- | -------- | -------- | -------- | ---- | ---- | ----- | ------ | ------ | ------ |
| 1   | República Dominicana | 10  | 3        | 2        | 1        | 7    | 4    | 1.750 | 261    | 215    | 1.214  |
| 2   | Argentina            | 10  | 3        | 2        | 1        | 7    | 4    | 1.750 | 252    | 254    | 0.992  |
| 3   | Cuba                 | 5   | 3        | 1        | 2        | 4    | 7    | 0.571 | 248    | 259    | 0.958  |
| 4   | Canadá               | 5   | 3        | 1        | 2        | 4    | 7    | 0.571 | 228    | 261    | 0.873  |

| Fecha       | Hora  | Partido         | Partido   | Partido         | Sets  | Sets  | Sets  | Sets  | Sets | Puntuación total | Reporte |
| Fecha       | Hora  |                 | Resultado |                 | 1     | 2     | 3     | 4     | 5    | Puntuación total | Reporte |
| ----------- | ----- | --------------- | --------- | --------------- | ----- | ----- | ----- | ----- | ---- | ---------------- | ------- |
| 16 de julio | 15:30 | Argentina       | 3 – 0     | Cuba            | 25-23 | 26-24 | 25-19 | -     | -    | 76 – 66          | P2 P3   |
| 16 de julio | 19:00 | Canadá          | 0 – 3     | Rep. Dominicana | 15-25 | 13-25 | 15-25 | -     | -    | 43 – 75          | P2 P3   |
| 18 de julio | 15:30 | Rep. Dominicana | 3 – 1     | Argentina       | 22-25 | 25-11 | 25-22 | 25-18 | -    | 97 – 76          | P2 P3   |
| 18 de julio | 19:00 | Canadá          | 3 – 1     | Cuba            | 25-21 | 19-25 | 25-18 | 25-22 | -    | 94 – 86          | P2 P3   |
| 20 de julio | 13:30 | Canadá          | 1 – 3     | Argentina       | 25-23 | 25-27 | 20-25 | 21-25 | -    | 91 – 100         | P2 P3   |
| 20 de julio | 15:30 | Rep. Dominicana | 1 – 3     | Cuba            | 22-25 | 22-25 | 25-21 | 20-25 | -    | 89 – 96          | P2 P3   |

#### Grupo B
|     |                |     | Partidos | Partidos | Partidos | Sets | Sets | Sets  | Puntos | Puntos | Puntos |
| Pos | Equipo         | Pts | PJ       | PG       | PP       | SG   | SP   | Ratio | PG     | PP     | Ratio  |
| --- | -------------- | --- | -------- | -------- | -------- | ---- | ---- | ----- | ------ | ------ | ------ |
| 1   | Brasil         | 12  | 3        | 3        | 0        | 9    | 5    | 1.800 | 319    | 274    | 1.164  |
| 2   | Estados Unidos | 10  | 3        | 2        | 1        | 8    | 3    | 2.667 | 254    | 200    | 1.270  |
| 3   | Puerto Rico    | 7   | 3        | 1        | 2        | 5    | 3    | 1.667 | 265    | 172    | 1.541  |
| 4   | Perú           | 1   | 3        | 0        | 3        | 1    | 9    | 0.111 | 164    | 250    | 0.656  |

| Fecha       | Hora  | Partido        | Partido   | Partido     | Sets  | Sets  | Sets  | Sets  | Sets  | Puntuación total | Reporte |
| Fecha       | Hora  |                | Resultado |             | 1     | 2     | 3     | 4     | 5     | Puntuación total | Reporte |
| ----------- | ----- | -------------- | --------- | ----------- | ----- | ----- | ----- | ----- | ----- | ---------------- | ------- |
| 16 de julio | 13:30 | Brasil         | 3 – 2     | Puerto Rico | 23-25 | 28-26 | 25-17 | 24-26 | 15-10 | 115 – 104        | P2 P3   |
| 16 de julio | 21:00 | Estados Unidos | 3 – 0     | Perú        | 25-15 | 25-13 | 25-14 | -     | -     | 75 – 42          | P2 P3   |
| 18 de julio | 13:30 | Brasil         | 3 – 1     | Perú        | 25-27 | 25-5  | 25-17 | 25-16 | -     | 100 – 65         | P2 P3   |
| 18 de julio | 21:00 | Estados Unidos | 3 – 0     | Puerto Rico | 25-17 | 25-22 | 25-14 | -     | -     | 75 – 53          | P2 P3   |
| 20 de julio | 19:00 | Puerto Rico    | 3 – 0     | Perú        | 25-18 | 25-16 | 25-23 | -     | -     | 75 – 57          | P2 P3   |
| 20 de julio | 21:00 | Estados Unidos | 2 – 3     | Brasil      | 25-22 | 21-25 | 25-28 | 22-25 | 11-15 | 104 – 105        | P2 P3   |

### Ronda final
|  |              |              |              |  |  | Cuartos de final | Cuartos de final | Cuartos de final |  |  | Semifinales | Semifinales     | Semifinales |  |  | Final        | Final           | Final        |
|  |              |              |              |  |  |                  |                  |                  |  |  |             |                 |             |  |  |              |                 |              |
|  |              |              |              |  |  |                  |                  |                  |  |  | 1B          | Brasil          | 3           |  |  |              |                 |              |
|  | Quinto Lugar | Quinto Lugar | Quinto Lugar |  |  | 2A               | Argentina        | 2                |  |  | 3B          | Puerto Rico     | 2           |  |  |              |                 |              |
|  |              |              |              |  |  | 3B               | Puerto Rico      | 3                |  |  |             |                 |             |  |  | 1B           | Brasil          | 0            |
|  | 2A           | Argentina    | 1            |  |  |                  |                  |                  |  |  |             |                 |             |  |  | 2B           | Estados Unidos  | 3            |
|  | 3A           | Cuba         | 3            |  |  |                  |                  |                  |  |  | 1A          | Rep. Dominicana | 1           |  |  |              |                 |              |
|  |              |              |              |  |  | 2B               | Estados Unidos   | 3                |  |  | 2B          | Estados Unidos  | 3           |  |  | Tercer lugar | Tercer lugar    | Tercer lugar |
|  |              |              |              |  |  | 3A               | Cuba             | 1                |  |  |             |                 |             |  |  |              |                 |              |
|  |              |              |              |  |  |                  |                  |                  |  |  |             |                 |             |  |  | 3B           | Puerto Rico     | 1            |
|  |              |              |              |  |  |                  |                  |                  |  |  |             |                 |             |  |  | 1A           | Rep. Dominicana | 3            |

#### Cuartos de final
| Fecha       | Hora  | Partido        | Partido   | Partido     | Sets  | Sets  | Sets  | Sets  | Sets  | Puntuación total | Reporte   |
| Fecha       | Hora  |                | Resultado |             | 1     | 2     | 3     | 4     | 5     | Puntuación total | Reporte   |
| ----------- | ----- | -------------- | --------- | ----------- | ----- | ----- | ----- | ----- | ----- | ---------------- | --------- |
| 22 de julio | 13:30 | Argentina      | 2 – 3     | Puerto Rico | 21-25 | 27-25 | 10-25 | 25-11 | 13-15 | 96 – 101         | [P2] [P3] |
| 22 de julio | 16:22 | Estados Unidos | 3 – 1     | Cuba        | 25-18 | 25-19 | 22-25 | 25-18 | -     | 97 – 80          | [P2] [P3] |

#### Partido 7.º y 8.º lugar
| Fecha       | Hora  | Partido | Partido   | Partido | Sets  | Sets  | Sets  | Sets  | Sets  | Puntuación total | Reporte   |
| Fecha       | Hora  |         | Resultado |         | 1     | 2     | 3     | 4     | 5     | Puntuación total | Reporte   |
| ----------- | ----- | ------- | --------- | ------- | ----- | ----- | ----- | ----- | ----- | ---------------- | --------- |
| 23 de julio | 13:35 | Canadá  | 2 – 3     | Perú    | 25-22 | 24-26 | 25-17 | 21-25 | 13-15 | 108 – 105        | [P2] [P3] |

#### Partido 5.º y 6.º lugar
| Fecha       | Hora  | Partido   | Partido   | Partido | Sets  | Sets  | Sets  | Sets  | Sets | Puntuación total | Reporte   |
| Fecha       | Hora  |           | Resultado |         | 1     | 2     | 3     | 4     | 5    | Puntuación total | Reporte   |
| ----------- | ----- | --------- | --------- | ------- | ----- | ----- | ----- | ----- | ---- | ---------------- | --------- |
| 23 de julio | 16:17 | Argentina | 1 – 3     | Cuba    | 21-25 | 25-21 | 17-25 | 21-25 | -    | 84 – 96          | [P2] [P3] |

##### Semifinales
| Fecha       | Hora  | Partido         | Partido   | Partido        | Sets  | Sets  | Sets  | Sets  | Sets  | Puntuación total | Reporte   |
| Fecha       | Hora  |                 | Resultado |                | 1     | 2     | 3     | 4     | 5     | Puntuación total | Reporte   |
| ----------- | ----- | --------------- | --------- | -------------- | ----- | ----- | ----- | ----- | ----- | ---------------- | --------- |
| 23 de julio | 19:05 | Brasil          | 3 – 2     | Puerto Rico    | 18-25 | 24-26 | 25-22 | 25-19 | 15-11 | 107 – 103        | [P2] [P3] |
| 23 de julio | 22:00 | Rep. Dominicana | 1 – 3     | Estados Unidos | 17-25 | 25-22 | 18-25 | 22-25 | -     | 82 – 97          | [P2] [P3] |

##### Partido 3.º y 4.º puesto
| Fecha       | Hora  | Partido     | Partido   | Partido         | Sets  | Sets  | Sets  | Sets  | Sets | Puntuación total | Reporte   |
| Fecha       | Hora  |             | Resultado |                 | 1     | 2     | 3     | 4     | 5    | Puntuación total | Reporte   |
| ----------- | ----- | ----------- | --------- | --------------- | ----- | ----- | ----- | ----- | ---- | ---------------- | --------- |
| 25 de julio | 15:00 | Puerto Rico | 1 – 3     | Rep. Dominicana | 22-25 | 22-25 | 25-22 | 21-25 | -    | 90 – 97          | [P2] [P3] |

##### Final
| Fecha       | Hora  | Partido        | Partido   | Partido | Sets  | Sets  | Sets  | Sets | Sets | Puntuación total | Reporte   |
| Fecha       | Hora  |                | Resultado |         | 1     | 2     | 3     | 4    | 5    | Puntuación total | Reporte   |
| ----------- | ----- | -------------- | --------- | ------- | ----- | ----- | ----- | ---- | ---- | ---------------- | --------- |
| 25 de julio | 20:30 | Estados Unidos | 3 – 0     | Brasil  | 26-24 | 25-21 | 25-12 | -    | -    | 76– 57           | [P2] [P3] |

### Medallero
| Evento | Oro                                 | Plata                          | Bronce                                               |
| ------ | ----------------------------------- | ------------------------------ | ---------------------------------------------------- |
|        | Campeón Panamericano Estados Unidos | Subcampeón Panamericano Brasil | Ganador de la Medalla de Bronce República Dominicana |

## Clasificación general
| Pos | Equipo               |
| --- | -------------------- |
| 1   | Estados Unidos       |
| 2   | Brasil               |
| 3   | República Dominicana |
| 4   | Puerto Rico          |
| 5   | Cuba                 |
| 6   | Argentina            |
| 7   | Perú                 |
| 8   | Canadá               |

Segundo puesto Brazil: *Adenízia da Silva, Ana Tiemi, Angélica Malinverno,
Bárbara Brunch, Camila Brait, Fernanda Garay, Jaqueline Carvalho, Joyce da Silva
Macris Carneiro, Mariana Costa , Michelle Pavão ,Rosamaria Montibeller
Tercer puesto Rep. Dominicana:Annerys Vargas, Marianne Fersola, Brenda Castillo, Camil Domínguez, Niverka Marte, Prisilla Rivera, Yonkaira Peña, Gina Mambru,Bethania de la Cruz, Ana Binet, Brayelin Martínez Jineiry Martínez

## Distinciones individuales
| Distinción      | Nombre | Equipo       |
| --------------- | ------ | ------------ |
| MVP             |        | Bandera de ? |
| Mejor anotadora |        | Bandera de ? |
| Mejor ataque    |        | Bandera de ? |
| Mejor bloqueo   |        | Bandera de ? |
| Mejor servicio  |        | Bandera de ? |
| Mejor armadora  |        | Bandera de ? |
| Mejor recepción |        | Bandera de ? |
| Mejor defensa   |        | Bandera de ? |
| Mejor líbero    |        | Bandera de ? |